# 鷲ヶ濱音右エ門
鷲ヶ濱 音右エ門（わしがはま おとえもん、1838年3月10日〈天保9年2月15日〉 - 1897年〈明治30年〉8月30日）は、長野県長野市（旧・信濃国埴科郡清野村）出身で玉垣部屋、常盤山部屋に所属した大相撲力士。本名は柳澤 音右衛門（明治維新後に常盤山 音右衛門に改名）。身長及び体重は不明。常盤山小平治の婿及び7代行司木村庄三郎の父に当たる。
最高位は東前頭4枚目。1862年11月以降は松代藩真田氏のお抱えだった。
1858年1月初土俵（序ノ口）。1868年6月西二段目7枚目にあがり、現在でいう十枚目昇進を果たす。1870年4月新入幕。しかし、幕内ではツラ相撲が多く、前頭4～7枚目の中堅に終始した。1876年4月場所限りで引退。9代常盤山を襲名し、部屋の経営に携わった。21年もの長きにわたって部屋を経営していたが、関取を育てる事ができず、晩年は妻の不貞や息子の不行跡・脱走で心労が重なり、自身も病気に罹って不遇だった。1897年8月30日に死去。59歳だった。
幕内通算13場所 32勝42敗8分48休の成績を残した。
18年に亘る力士生活で2回四股名を改名した。
入門当初は小金山を名乗り、十両昇進と同時期に箕島邦五郎に、幕内3場所目の1871年3月場所2日目より鷲ヶ浜音右エ門に、それぞれ改名した。尚、箕島及び鷲ヶ濱の四股名は、岳父である元関脇・常盤山小平治も幕内在位中に名乗ったことがある。